# 邊讓
邊讓（?—?），字文禮，一作元禮，兖州陈留郡浚仪县（今河南省开封市）人。

## 生平
年少時，博學善辯，又能寫文章，曾作《章華賦》，因此名噪一時，在當時甚有名聲。漢靈帝時，大將軍何進以軍事徵召為令史。官至九江郡太守。初平年间，天下大乱，弃官回家。孔融曾经向曹操推荐边让。有外孙虞松。

## 三國演義
邊讓與陶謙交厚，知徐州有難，引兵來救，曹操知道後大怒，後为夏侯惇截杀。

## 邊讓歿年之疑
關於邊讓歿年在《后汉书·文苑列传》上記為「建安年中」，邊讓不屈从曹操，多有轻侮之言，但是曹操並未因此立即殺他，直到建安年間因故得罪同郡鄉人而向郡守誣陷告發他的罪名，曹操才立即交付郡守將其處死。若依「建安年中」說法，邊讓歿年時間應該在196年至200年間。
但根据袁紹屬臣陳琳所編撰的《為袁紹檄豫州文》內文以及《曹瞒传》，邊讓為曹操在兖州期间殺害。兗州事變年份為194年（興平元年）。
《資治通鑑》則記載曹操聽聞邊讓“嘗譏議操”因此殺了他，並其妻子。邊讓素有才名，曹操此舉讓兗州士大夫皆恐懼，并导致兖州官吏陈宫等人背叛曹操迎接吕布。

## 弟子
- 楊俊

## 延伸阅读
[在维基数据编辑]
 《後漢書·卷80下》，出自范晔《後漢書》